# Солнзап
Солнзап (в некоторых источниках — Солнзас) — река в России, протекает в Кемеровской области. Устье реки находится в 65 км по левому берегу реки Кабырза. Длина реки составляет 14 км.

## Данные водного реестра
По данным государственного водного реестра России относится к Верхнеобскому бассейновому округу, водохозяйственный участок реки — Томь от истока до города Новокузнецк, без реки Кондома, речной подбассейн реки — Томь. Речной бассейн реки — (Верхняя) Обь до впадения Иртыша.